# Gekko subpalmatus
Espèce
Synonymes
- Gecko subpalmatus Günther, 1864

Statut de conservation UICN

 LC  : Préoccupation mineure
Gekko subpalmatus est une espèce de geckos de la famille des Gekkonidae.

## Répartition
Cette espèce est endémique de Chine. Elle se rencontre au Guangdong, à Hong Kong, à Hainan, au Guangxi, au Yunnan et au Sichuan.
Sa présence au Viêt Nam est incertaine.

## Publication originale
- Günther, 1864 : The reptiles of British India, London, Taylor & Francis, p. 1-452 (texte intégral).